# Изабелла де Лузиньян
Изабелла де Лузиньян (фр. Isabelle de Lusignan; 1216 — 1264) — принцесса Антиохийская, регент Иерусалимского королевства.
Изабелла была дочерью кипрского короля Гуго I и Алисы Шампанской. В 1223 году она была выдана замуж за Анри де Пуатье, князя Антиохии и графа Триполи.
В 1263 году Изабелла стала регентом Иерусалимского королевства. В свою очередь она в Акре назначила своего мужа Генриха байли королевства. После того, как в 1264 году её сын стал в Иерусалиме байли Иерусалимского королевства, она вернулась на Кипр, где и скончалась.

## Дети
- Гуго (1235—1284), король Кипрский и Иерусалимский
- Маргарита Антиохийская (1244—1308), сеньора Тира, титулярная княгиня Антиохийская

Дети Изабеллы стали использовать фамилию де Лузиньян, а не отцовскую де Пуатье.